# Carnas
Carnas is een gemeente in het Franse departement Gard (regio Occitanie) en telt 372 inwoners (2004). De plaats maakt deel uit van het arrondissement Le Vigan.

## Geografie
De oppervlakte van Carnas bedraagt 15,6 km², de bevolkingsdichtheid is 23,8 inwoners per km².
De onderstaande kaart toont de ligging van Carnas met de belangrijkste infrastructuur en aangrenzende gemeenten.

## Demografie
Onderstaande figuur toont het verloop van het inwonertal (bron: INSEE-tellingen).